# 蘋
蘋为蘋科蘋属下的一个种。其种加词“quadrifolia”意为“四叶的”。

## 形態
植株高5-20厘米。根狀莖細長橫走，頂端有淡棕色毛，向上有一至數枚葉子。葉柄長5至20厘米；葉片由4片倒三角形的小葉呈十字形組成，長寬各1至2.5厘米，小葉外緣半圓形，基部楔形，全緣。

## 分佈
廣泛分布在中國長江以南各省區，北達華北和遼寧，西到新疆。世界溫帶及熱帶其他地區也有分佈。生長於水田或溝塘中，是水田中的有害雜草，可作為飼料。

## 延伸阅读
[在维基数据编辑]
 《欽定古今圖書集成·博物彙編·草木典·蘋部》，出自陈梦雷《古今圖書集成》
 《欽定古今圖書集成·博物彙編·草木典·苹部》，出自陈梦雷《古今圖書集成》
 《植物名實圖考·蘋》，出自吳其濬《植物名實圖考》

## 外部連結
- Marsilea Quadrifolia （页面存档备份，存于）
- Natural Aquariums （页面存档备份，存于）
- Connecticut Botanical Society - good photographs （页面存档备份，存于）
- photographs （页面存档备份，存于）
- Flora of North America - useful identification info （页面存档备份，存于）